# Cromodravita
La cromodravita és un mineral de la classe dels silicats que pertany al grup de la turmalina. El seu nom fa referència al fet que és l'anàleg mineral amb crom de la dravita.

## Característiques
La cromodravita és un silicat de fórmula química NaMg₃Cr₆(Si₆O18)(BO₃)₃(OH)₃(OH). Cristal·litza en el sistema trigonal. La seva duresa a l'escala de Mohs és d'entre 7 i 7,5.
Segons la classificació de Nickel-Strunz, la cromodravita pertany a «09.CK - Ciclosilicats, amb enllaços senzills de 6 [Si₆O18]12-, amb anions complexos aïllats» juntament amb els següents minerals: fluorschorl, fluorbuergerita, dravita, elbaïta, feruvita, foitita, liddicoatita, olenita, povondraïta, schorl, magnesiofoitita, rossmanita, oxivanadiodravita, oxidravita, oxirossmanita, cromoaluminopovondraïta, fluordravita, fluoruvita, abenakiïta-(Ce), scawtita, steenstrupina-(Ce) i thorosteenstrupina.

## Formació i jaciments
La cromodravita va ser descoberta al dipòsit d'urani-vanadi Velikaya Guba, a la península de Zaonezhie, situada al llac Onega (República de Carèlia, Districte Federal del Nord-oest, Rússia). També ha estat descrita al Brasil, el Canadà, els Estats Units, Finlàndia, l'Índia, el Pakistan i Rússia.